# Koenraad III (rooms-koning)
Koenraad III (1093 – Bamberg, 15 februari 1152) was van 1138 tot 1152 koning van Duitsland. Hij was de eerste Heilig Roomse koning van de Hohenstaufen-dynastie.

## Levensloop
Hij was de oudste zoon van hertog Frederik I van Zwaben en Agnes van Waiblingen, een dochter van Heilig Rooms keizer Hendrik IV.
In 1079 werd zijn vader door keizer Hendrik IV benoemd tot hertog van Zwaben. Ook spraken ze af dat Frederik later zou trouwen met Hendriks toen nog minderjarige dochter Agnes. Nadat Frederik I van Zwaben in 1105 stierf, liet hij twee zonen achter: Frederik II, die hertog van Zwaben werd, en Koenraad. Koenraads moeder Agnes hertrouwde later met markgraaf Leopold III van Oostenrijk.
In 1105 werd keizer Hendrik IV afgezet door zijn zoon Hendrik V, de oom van Koenraad. Toen Hendrik V na de dood van de kinderloze markgravin Mathilde van Toscane zijn tweede Italiaanse campagne voorbereidde, benoemde hij in 1116 Koenraad tot hertog van Franken. In de periode dat Hendrik in Italië was, waren Koenraad en zijn broer Frederik II van Zwaben regent van het Heilig Roomse Rijk.
Na de dood van Hendrik V in 1125 steunde Koenraad zijn broer in zijn poging om koning van Duitsland en keizer van het Heilig Roomse Rijk te worden. Nadat de broers in conflict kwamen met de nieuwe keizer Lotharius III, werd Frederik vogelvrij verklaard en verloor Koenraad het hertogdom Franken. Met de steun van de vrije Duitse steden, het hertogdom Zwaben en het hertogdom Oostenrijk werd Koenraad in december 1127 verkozen tot tegenkoning van Duitsland.
Daarna trok Koenraad over de Alpen om zich door de bisschop van Milaan te laten kronen tot koning van Italië. Hij bleef tot in 1129 in Italië, maar slaagde er niet om er veel te verwezenlijken. Nadat de steden Neurenberg en Spiers, die erg loyaal waren aan Koenraad, in handen vielen van keizer Lotharius III, keerde hij in 1130 terug naar Duitsland. Koenraad en zijn broer Frederik bleven verder strijden tegen keizer Lotharius, maar moesten in 1135 Lotharius toch erkennen als keizer van het Heilig Roomse Rijk. Koenraad moest toen het koninkrijk Italië afstaan, maar in ruil vergaf Lotharius het verzet van Koenraad en Frederik en konden ze hun land terug in bezit nemen.
Na het overlijden van Lotharius in december 1137, werd Koenraad in maart 1138 tot de nieuwe koning van Duitsland verkozen. Op 13 maart 1138 werd hij in Aken gekroond en in Bamberg werd hij geëerd door meerdere Duitse prinsen. Hertog Hendrik de Trotse van Beieren weigerde echter Koenraad te erkennen als keizer van het Heilig Roomse Rijk, waarna Koenraad zijn landgoederen afnam. Koenraad schonk het hertogdom Saksen aan Albrecht de Beer en het hertogdom Beieren aan zijn halfbroer Leopold IV van Oostenrijk. Zijn aanhangers bleven echter loyaal aan Hendrik de Trotse en er brak een burgeroorlog uit. Nadat Hendrik de Trotse in 1139 stierf, werd de strijd verdergezet door Hendriks broer Welf VI en zijn zoon Hendrik de Leeuw, die gesteund werd door de Saksische bevolking. In december 1140 versloeg Koenraad de troepen van Welf en Hendrik de Leeuw bij de Slag van Weinsberg en in mei 1142 werd er in Frankfurt een vredesakkoord gesloten.
In 1142 trok Koenraad III met een leger naar Bohemen om er een opstand tegen zijn neef Wladislaus II te onderdrukken. In 1146 probeerde hij ook een opstand tegen Wladislaus II van Polen te onderdrukken, maar dat mislukte. Ook in Beieren, Saksen en andere regio's waren er opstanden in die periode.
In 1146 was Koenraad aanwezig bij de toespraak die Bernardus van Clairvaux in de stad Speyer hield om op te roepen tot een Tweede Kruistocht in het Koninkrijk Jeruzalem. Samen met koning Lodewijk VII van Frankrijk ging hij akkoord om deze kruistocht op te starten. Voor zijn vertrek liet Koenraad in 1147 zijn zoon Hendrik Berengarius verkiezen tot koning van Duitsland; Hendrik Berengarius bleef achter, onder het gezag van Koenraad's raadsman Wibald. De eventuele opvolging als Koenraad zou sneuvelen, maakte hij echter niet bekend. Met een leger van 20.000 man ging Koenraad via Hongarije over land op weg naar Constantinopel, de hoofdstad van het Byzantijnse Rijk. Vervolgens ging hij met een deel van zijn leger door Anatolië. Op 25 oktober 1147 leden de kruisvaarders echter een nederlaag tegen de Seltsjoeken bij de Slag bij Dorylaeum. Koenraad en de meeste andere van zijn ridders konden ontsnappen, maar een groot deel van de gewone soldaten sneuvelden of werden gevangengenomen. Het leger dat nog overbleef trok zich terug in Nicea, waar veel van de overblijvende soldaten probeerden te deserteren en terug naar huis te gaan. Koenraad en het Duitse leger werden daarna door de Franse troepen naar Lopadium geëscorteerd en aan het Franse leger toegevoegd. In Efeze werd Koenraad echter zwaar ziek, waarna hij naar Constantinopel gebracht werd om uit te rusten.
Nadat Koenraad genezen was, zeilden Koenraad en het leger naar Akko om zo naar Jeruzalem te trekken. In 1148 nam hij deel aan het Beleg van Damascus, dat echter mislukte. Hierdoor raakte Koenraad in conflict met zijn bondgenoten en nadat een aanval op Asjkelon mislukte omdat Koenraads bondgenoten geen legers stuurden zoals beloofd keerde hij terug naar Duitsland.
In 1150 versloegen Koenraad en zijn zoon Hendrik de troepen van Welf VI en diens zoon Welf VII in de Slag bij Flochberg. Nadat Koenraads zoon Hendrik hetzelfde jaar overleed, was er echter geen troonopvolger meer voor de Heilig Roomse troon. Nadat hij en de Welfs in 1152 vrede sloten, kon hij echter zonder probleem een ander familielid als troonopvolger benoemen. Dit werd zijn neef Frederik Barbarossa en niet zijn jongste zoon Frederik, die hertog van Zwaben werd.
Koenraad werd nooit officieel tot keizer van het Heilig Roomse Rijk gekroond en noemde zichzelf daarom Heilig Roomse koning. Hij stierf in het bijzijn van Frederik Barbarossa en de bisschop van Bamberg. Frederik Barbarossa had ook deelgenomen aan de onsuccesvolle Tweede Kruistocht en werd zonder veel problemen verkozen tot de nieuwe keizer van het Heilig Roomse Rijk.

## Huwelijken en nakomelingen
Rond het jaar 1115 huwde hij met Gertrude van Komberg, die in 1130 of 1131 stierf. Samen kregen ze waarschijnlijk drie dochters:
- Bertha
- Gertrude
- Agnes, huwde met Izjaslav II van Kiev.

Omdat hij geen mannelijke troonopvolgers had, hertrouwde hij rond het jaar 1136 met Gertrude van Sulzbach, de dochter van graaf Berengarius II van Sulzbach. Samen kregen ze twee zonen:
- Hendrik Berengarius (1136 - 1150), van 1147 tot 1150 koning van Duitsland.
- Frederik (1145 - 1167), vanaf 1152 hertog van Zwaben.

## Voorouders
| Voorouders van Koenraad III (1093–1152) | Voorouders van Koenraad III (1093–1152)                              | Voorouders van Koenraad III (1093–1152)                              | Voorouders van Koenraad III (1093–1152)                              | Voorouders van Koenraad III (1093–1152)                              | Voorouders van Koenraad III (1093–1152)                              | Voorouders van Koenraad III (1093–1152)                              | Voorouders van Koenraad III (1093–1152)                              | Voorouders van Koenraad III (1093–1152)                              |
| --------------------------------------- | -------------------------------------------------------------------- | -------------------------------------------------------------------- | -------------------------------------------------------------------- | -------------------------------------------------------------------- | -------------------------------------------------------------------- | -------------------------------------------------------------------- | -------------------------------------------------------------------- | -------------------------------------------------------------------- |
| Overgrootouders                         | ? (–) ∞ ? (-)                                                        | ? (–) ∞ ? (-)                                                        | ? (–) ∞ ? (-)                                                        | ? (–) ∞ ? (-)                                                        | Keizer Hendrik III (1017–1056) ∞ 909 Agnes van Poitou (1024–1077)    | Keizer Hendrik III (1017–1056) ∞ 909 Agnes van Poitou (1024–1077)    | Otto van Savoye (1021–1059) ∞ Adelheid van Susa (1014/20-1091)       | Otto van Savoye (1021–1059) ∞ Adelheid van Susa (1014/20-1091)       |
| Grootouders                             | Frederik van Büren (1017–1056) ∞ Hildegard von Egisheim (1024–1095)  | Frederik van Büren (1017–1056) ∞ Hildegard von Egisheim (1024–1095)  | Frederik van Büren (1017–1056) ∞ Hildegard von Egisheim (1024–1095)  | Frederik van Büren (1017–1056) ∞ Hildegard von Egisheim (1024–1095)  | Keizer Hendrik IV (1050–1106) ∞ 909 Bertha van Savoye (1051–1087)    | Keizer Hendrik IV (1050–1106) ∞ 909 Bertha van Savoye (1051–1087)    | Keizer Hendrik IV (1050–1106) ∞ 909 Bertha van Savoye (1051–1087)    | Keizer Hendrik IV (1050–1106) ∞ 909 Bertha van Savoye (1051–1087)    |
| Ouders                                  | Frederik I van Zwaben (1050–1105) ∞ Agnes van Waiblingen (1072–1143) | Frederik I van Zwaben (1050–1105) ∞ Agnes van Waiblingen (1072–1143) | Frederik I van Zwaben (1050–1105) ∞ Agnes van Waiblingen (1072–1143) | Frederik I van Zwaben (1050–1105) ∞ Agnes van Waiblingen (1072–1143) | Frederik I van Zwaben (1050–1105) ∞ Agnes van Waiblingen (1072–1143) | Frederik I van Zwaben (1050–1105) ∞ Agnes van Waiblingen (1072–1143) | Frederik I van Zwaben (1050–1105) ∞ Agnes van Waiblingen (1072–1143) | Frederik I van Zwaben (1050–1105) ∞ Agnes van Waiblingen (1072–1143) |

vet = keizer · cursief = tegenkoning · 1 = medekoning (in een deelrijk) · 2 = afkomstig uit een andere dynastie